# JCSAT-110
O JCSAT-110 (também conhecido por Superbird 5, Superbird D e N-SAT 110) é um satélite de comunicação geoestacionário japonês construído pela Lockheed Martin, ele está localizado na posição orbital de 110 graus de longitude leste e é operado pela SKY Perfect JSAT Corporation. O satélite foi baseado na plataforma A2100AX e sua vida útil estimada é de 13 anos.

## História
O satélite de telecomunicações N-SAT-110, projetado e construído para Space Communications Corporation (SCC) e JSAT Corporation de Tóquio, Japão pela Lockheed Martin Commercial Space Systems (LMCSS).
O N-SAT-110 é um programa de satélites de telecomunicações comercial atribuído a LMCSS em novembro de 1998. A Commercial Space Systems (SCC) forneceu o satélite da série A2100AX da Lockheed Martin instalações e estações terrestres, juntamente com o apoio operacional para os primeiros seis meses de operação do satélite. O satélite transporta 24 transponders em banda Ku para várias aplicações de telecomunicações, incluindo transmissão de TV direta e opera em 110 graus de longitude leste cobrindo Japão e regiões próximas.
A JSAT opera o satélite sob a designação JCSAT-110, enquanto a SCC usa os designadores Superbird 5 (pré-lançamento) e Superbird D (em órbita).

## Lançamento
O satélite foi lançado ao espaço com sucesso no dia 06 de outubro de 2000, às 23:00 UTC, por meio de um veículo Ariane-42L H10-3, lançado a partir do Centro Espacial de Kourou, na Guiana Francesa. Ele tinha uma massa de lançamento de 3.531 kg.

## Capacidade e cobertura
O JCSAT-110 é equipado com 24 transponders em Banda Ku para fornecer comunicações de áudio e vídeo para o Japão.